# آب‌انبار کردوان
آب‌انبار کردوان مربوط به دوره قاجار است و در شهرستان گرمسار، بخش مرکزی، دهستان حومه، روستای کردوان واقع شده و این اثر در تاریخ ۲۷ آبان ۱۳۸۶ با شمارهٔ ثبت ۲۰۲۴۵ به‌عنوان یکی از آثار ملی ایران به ثبت رسیده‌است.